# Vouzailles
Vouzailles és un municipi francès situat al departament de la Viena i a la regió de la Nova Aquitània. L'any 2007 tenia 503 habitants.

## Demografia

### Població
El 2007 la població de fet de Vouzailles era de 503 persones. Hi havia 191 famílies de les quals 45 eren unipersonals (19 homes vivint sols i 26 dones vivint soles), 71 parelles sense fills i 75 parelles amb fills.
La població ha evolucionat segons el següent gràfic:
Habitants censats

### Habitatges
El 2007 hi havia 229 habitatges, 200 eren l'habitatge principal de la família, 13 eren segones residències i 16 estaven desocupats. 222 eren cases i 8 eren apartaments. Dels 200 habitatges principals, 176 estaven ocupats pels seus propietaris, 23 estaven llogats i ocupats pels llogaters i 1 estava cedit a títol gratuït; 3 tenien dues cambres, 27 en tenien tres, 52 en tenien quatre i 118 en tenien cinc o més. 142 habitatges disposaven pel capbaix d'una plaça de pàrquing. A 80 habitatges hi havia un automòbil i a 107 n'hi havia dos o més.

### Piràmide de població
La piràmide de població per edats i sexe el 2009 era:
| Homes | Edats   | Dones |
| ----- | ------- | ----- |
| 0     | 95 o +  | 0     |
| 0     | 90 a 94 | 0     |
| 0     | 85 a 89 | 8     |
| 8     | 80 a 84 | 4     |
| 8     | 75 a 79 | 8     |
| 4     | 70 a 74 | 16    |
| 12    | 65 a 69 | 4     |
| 24    | 60 a 64 | 20    |
| 16    | 55 a 59 | 20    |
| 8     | 50 a 54 | 12    |
| 12    | 45 a 49 | 16    |
| 16    | 40 a 44 | 16    |
| 8     | 35 a 39 | 4     |
| 28    | 30 a 34 | 20    |
| 20    | 25 a 29 | 12    |
| 12    | 20 a 24 | 4     |
| 8     | 15 a 19 | 8     |
| 8     | 10 a 14 | 20    |
| 16    | 5 a 9   | 8     |
| 8     | 0 a 4   | 12    |

## Economia
El 2007 la població en edat de treballar era de 313 persones, 235 eren actives i 78 eren inactives. De les 235 persones actives 211 estaven ocupades (121 homes i 90 dones) i 24 estaven aturades (11 homes i 13 dones). De les 78 persones inactives 34 estaven jubilades, 18 estaven estudiant i 26 estaven classificades com a «altres inactius».

### Ingressos
El 2009 a Vouzailles hi havia 214 unitats fiscals que integraven 539 persones, la mediana anual d'ingressos fiscals per persona era de 16.831 €.

### Activitats econòmiques
Dels 8 establiments que hi havia el 2007, 1 era d'una empresa alimentària, 3 d'empreses de construcció, 2 d'empreses de comerç i reparació d'automòbils, 1 d'una empresa immobiliària i 1 d'una empresa de serveis.
Dels 5 establiments de servei als particulars que hi havia el 2009, 1 era un taller de reparació d'automòbils i de material agrícola, 2 guixaires pintors, 1 fusteria i 1 agència immobiliària.
Dels 2 establiments comercials que hi havia el 2009, 1 era una fleca i 1 una carnisseria.
L'any 2000 a Vouzailles hi havia 21 explotacions agrícoles que ocupaven un total de 1.232 hectàrees.

## Equipaments sanitaris i escolars
El 2009 hi havia una escola elemental integrada dins d'un grup escolar amb les comunes properes formant una escola dispersa.

## Poblacions més properes
El següent diagrama mostra les poblacions més properes.